# سارا فویت
سارا فویت (مجاری: Sára Fojt؛ زادهٔ ۳ دسامبر ۲۰۰۳) قایقران کایاک زن اهل مجارستان است.
وی در مسابقات کشوری و بین‌المللی در مجموع برندهٔ ۲ مدال طلا، ۲ مدال برنز شده است.